# Alex Chilton
William Alexander Chilton (Memphis, 28 dicembre 1950 – New Orleans, 17 marzo 2010) è stato un cantante, chitarrista e produttore discografico statunitense, conosciuto soprattutto per essere stato il cantante dei The Box Tops, fondatore dei Big Star nonché produttore dei Cramps.
Con il suo stile dolce, melodico e sognante ha avuto un'enorme influenza sul pop e l'indie rock contemporaneo. A lui è attribuita l'invenzione del power pop.

## Biografia
Figlio di un Sidney Chilton, musicista jazz, Alex entrò non ancora sedicenne nei Ronnie and the Devilles, poi rinominati The Box Tops, con i quali ottenne un clamoroso successo internazionale grazie al singolo The Letter. Nel 1970, terminata l'esperienza col gruppo, si trasferì a New York in cerca di ispirazione. L'anno successivo ritornò a Memphis dove con Chris Bell formò i Big Star. Il gruppo, progenitore del power pop, non ottenne successo commerciale, ma divenne col tempo tra gli ispiratori di moltissimi gruppi successivi, come ad esempio i R.E.M. che li hanno citati tra le loro maggiori influenze.
Nel 1977 tornò a New York formando gli Alex Chilton and the Cossacks, gruppo che ha pubblicato un solo singolo e composto da Chris Stamey (poi con i dB's) e Richard Lloyd dei Television. Chilton viene attratto dall'estetica punk, grazie anche alla frequentazione del CBGB. Diventa quindi produttore, convince i The Cramps a seguirlo a Memphis dove registra i brani dell'EP Gravest Hits e dell'album Songs the Lord Taught Us. Pubblicò nel 1979 Like Flies on Sherbert, album stampato in sole cinquecento copie, diventato col tempo un album di culto in cui Chilton decostruisce diversi generi come il blues, il country e il rockabilly. Fece parte e produsse i Tav Falco's Panther Burns, nel 1984 ritornò alla carriera solista e a quella di produttore.
Nel 1996 entrò a far parte dei riformati The Box Tops, nel 2005 riformò a sua volta i Big Star per un album, In Space. Dal 2000 iniziò a registrare sempre più sporadicamente, ma i pochi eventi e produzioni gli fornirono il necessario per vivere e per comprarsi al prezzo di 13.000 dollari un piccolo cottage del diciannovesimo secolo in un sobborgo di New Orleans, il quale venne distrutto insieme ai suoi strumenti durante il passaggio dell'uragano Katrina nel 2005.
Morì il 17 marzo 2010 per un attacco cardiaco mentre era in tour con i Big Star; Chilton aveva già accusato dolori e problemi di salute nelle settimane precedenti, ma non aveva potuto farsi ricoverare in quanto nelle sue condizioni economiche non poteva permettersi un'assicurazione sanitaria in linea con il Sistema sanitario degli Stati Uniti d'America. Il concerto che avrebbe dovuto tenere il 20 marzo divenne un tributo con la partecipazione di numerosi ospiti tra cui Curt Kirkwood, Chris Stamey, Mike Mills, John Doe, Sondre Lerche, Chuck Prophet e Evan Dando.

## Discografia

### Solista
- 1978 - One Day in New York - (Trio; Art Union Records, 1991)
- 1979 - Like Flies on Sherbert - (Peabody)
- 1981 - Bach's Bottom - (Line; Razor & Tie, 1993)
- 1982 - Live in London - (Aura, 1982 UK)
- 1987 - High Priest - (New Rose/Big Time; Razor & Tie, 1994)
- 1994 - Clichés - (Ardent, 1994)
- 1995 - A Man Called Destruction - (Ardent, 1995)
- 1997 - Cubist Blues, con Ben Vaughn e Alan Vega - (Discovery; Last Call 2006)
- 1999 - Loose Shoes and Tight Pussy - (Last Call, 1999)
- 2000 - Set (Bar/None) (edizione USA di Loose Shoes LP)
- 2004 - Live in Anvers - (Last Call, 2004)

## Nella cultura di massa
A Chilton è dedicata la canzone Alex Chilton dei Replacements.